# Takanori Sugeno
Takanori Sugeno (Saitama, 3 mei 1984) is een Japans voetballer.

## Carrière
Takanori Sugeno speelde tussen 2003 en 2007 voor Yokohama FC. Hij tekende in 2008 bij Kashiwa Reysol.